# Valdezarza
Valdezarza és un barri del districte de Moncloa-Aravaca, a Madrid. Té una superfície de 139,77 hectàrees i una població de 31.156 habitants (2009). Limita al sud i oest amb la Ciutat Universitària de Madrid, al nord amb Peñagrande i El Pilar (Fuencarral-El Pardo) i a l'est amb Berruguete i Valdeacederas (Tetuán). A la seva delimitació s'hi troba la seu de la Direcció General de la Policia.

## Transport
Disposa d'estació pròpia (estació de Valdezarza) de la línia 7 amb tres sortides, una a Artajona, una altra a San Restituto, i la tercera a Arciniega.